# カロヴィッリ
カロヴィッリ（イタリア語: Carovilli）は、イタリア共和国モリーゼ州イゼルニア県にある、人口約1.300人の基礎自治体（コムーネ）。

## 地理

### 位置・広がり
イゼルニア県中部のコムーネである。

#### 隣接コムーネ
隣接するコムーネは以下の通り。
- アニョーネ
- ミランダ
- ペスコランチャーノ
- ロッカシクーラ
- ヴァストジラルディ

## 行政

### 分離集落
カロヴィッリには、以下の分離集落（フラツィオーネ）がある。
- Briccioso, Castiglione di Carovilli, Cerrosavino, Fontecurelli, Pescorvaro